# Íñigo Urrutia
Íñigo Urrutia de Frutos (Las Condes, Santiago de Chile; 20 de diciembre de 1975) es un actor de cine y televisión chileno. Estudió en el Colegio Internacional Sek de Santiago, del cual egresó en 1993. Es descendiente de vascos.

## Carrera
Su primer papel en televisión fue en 1994 en el programa Mea Culpa de TVN, en un capítulo llamado "El Límite". Sus inicios en las teleseries se remontan al año 1997, en que la producción dramática de TVN sacó al aire Tic Tac, una historia acerca del fantasma de un hombre de principios de siglo XX que se enamora de la bisnieta de la mujer que amó en vida. En esta producción, Íñigo encarna a un tímido joven enamorado de la mujer de su hermano, seguiría el año siguiente, 1998, en Borrón y cuenta nueva, donde interpretó a un hombre que, producto de un extraño miedo, había perdido la voz.
En el año 1999 participa en la teleserie Aquelarre para darle vida a Marcelo Guerra, hijo menor de Fernando Guerra.
En el año 2000 participó en Santo ladrón, teleserie filmada en Caleta Tumbes, Región del Biobío; y en el 2001 TVN logra producir la teleserie más vista de toda la historia en Chile: Amores de mercado, donde Íñigo interpreta a Esaú, un joven religioso cuya aparentemente infranqueable fe se ve cuetionada al enamorarse de una libidinosa bailarina llamada "Shakira" (Sigrid Alegría).
Actuó en Montecristo, de Mega y con esta interpretación postuló a un premio Altazor como mejor actor. A lo largo de su carrera, Íñigo se ha caracterizado por ser un profesional que cultiva un perfil bajo en relación con los medios de comunicación, esa misma discreción y los múltiples misterios que lo rodean han contribuido a que sus papeles adquieran una mayor credibilidad.
Ha sido un actor que paralelamente a su carrera televisiva, se ha desarrollado principalmente como actor de teatro. Ha interpretado variados personajes en las tablas, y en los últimos años, junto a la compañía de teatro La Originaria, han presentado por todo Chile obras emblemáticas del teatro chileno, como La remolienda y Entre gallos y media noche. Junto a la compañía Araya, Muray, Rebolledo & Co, protagonizó el clásico chileno Chañarcillo, de Antonio Acevedo Hernández. 
En el año 2004 protagonizó la película Pequeña paloma blanca, rodada en Barcelona por los chilenos Cristián Barbé y Andrés Mardones, donde su atrevido personaje mantiene una relación amorosa con otro hombre. Por último, actuó en Fortunato teleserie transmitida por Mega, versión chilena de la popular teleserie argentina Los Roldán.
Se especula que sería reclutado para participar del rodaje de un cineasta italiano a principios del 2011 en donde compartirá roles con Francisca Retamal y el talentoso Ricardo Saldía.
En cuanto a su vida personal, el actor la ha mantenido en reserva.

## Filmografía
- 2002 - Pequeña paloma blanca
- 2004 - Paréntesis
- 2005 - El huésped
- 2008 - The Dark Knight
- 2010 - Cartas de mujer - Carta de Isabel
- 2011 - Dios me libre
- 2013 - El derechazo
- 2014 - Perfidia

## Televisión
| Año  | Título                | Papel                | Canal               |
| ---- | --------------------- | -------------------- | ------------------- |
| 1997 | Tic Tac               | Ignacio García       | Televisión Nacional |
| 1998 | Borrón y cuenta nueva | Alfonso Vera         | Televisión Nacional |
| 1999 | Aquelarre             | Marcelo Guerra       | Televisión Nacional |
| 2000 | Santo ladrón          | René Palma           | Televisión Nacional |
| 2001 | Amores de mercado     | Esaú Galdames        | Televisión Nacional |
| 2002 | Purasangre            | Vicente Sagredo      | Televisión Nacional |
| 2003 | Pecadores             | Romilio Pérez        | Televisión Nacional |
| 2004 | Destinos cruzados     | Martín Squella       | Televisión Nacional |
| 2005 | Amor en tiempo récord | Felipe Ruidíaz       | Televisión Nacional |
| 2006 | Disparejas            | Giancarlo Urdameta   | Televisión Nacional |
| 2006 | Montecristo           | Marco Lombardo       | Mega                |
| 2007 | Fortunato             | Omar Robledo         | Mega                |
| 2010 | La familia de al lado | Matías Santa María   | Televisión Nacional |
| 2011 | Decibel 110           | Sebastián Molina     | Mega                |
| 2014 | La chúcara            | Juan Cristóbal Cañas | Televisión Nacional |
| 2017 | Dime quién fue        | Alonso Rodríguez     | Televisión Nacional |

#### Series y unitarios
| Series y Unitarios | Series y Unitarios                   | Series y Unitarios | Series y Unitarios |
| Año                | Series                               | Rol                |                    |
| ------------------ | ------------------------------------ | ------------------ | ------------------ |
| 1998               | Mi abuelo, mi nana y yo              | Destroyer          |                    |
| 1998               | Brigada Escorpión                    | Amante de Soledad  |                    |
| 2004               | Bienvenida realidad                  | Carlos             |                    |
| 2004               | Loco por ti                          | Pepe               |                    |
| 2005               | Los simuladores                      | Eduardo            |                    |
| 2010               | Adiós al Séptimo de Línea            | Alberto del Solar  |                    |
| 2011               | El día menos pensado                 | Nicanor            |                    |
| 2011               | Otra vez papá                        | Alejandro          |                    |
| 2011               | Cartas de mujer                      | Enrique Astudillo  |                    |
| 2012               | El diario secreto de una profesional | Julián             |                    |
| 2012               | Amar y morir en Chile                | Ramiro             |                    |
| 2013               | Infieles                             | Pablo              |                    |
| 2015               | Código Rosa                          | Sergio             |                    |

#### Programas de televisión
- Sábado por la noche (Mega,2011) - Invitado
- Baila! Al ritmo de un sueño  (Chilevisión,2013) - Participante
- Mujeres primero (La Red,2014) - Invitado

## Teatro
- 1997 - Balada de la noche
- 1998 - No me pidas la luna
- 1999 - Los justos
- 2000 - Roundtrip (danza)
- 2004 - La voz humana
- 2005 - La Escala Humana
- 2006 - Algunas chica(s)
- 2008 - Tape
- 2008 - Domus Aurea
- 2009 - Gusanos, el musical
- 2009 - Gore
- 2011 - Las preciosas ridículas
- 2011 - La remolienda
- 2012 - Entre gallos y medianoche
- 2013 - Viudos de fin de semana
- 2014 - Baraka
- 2014 - Chañarcillo
- 2015 - La comadre Lola
- 2016 - La canción rota
- 2017 - Almas perdidas
- 2018 - "Hombre con pie sobre una espalda de niño"
- 2018 -  "Mi hijo solo camina un poco mas lento"
- 2018 - "Manos a la Tierra"
- 2023 - "Crimen"